# RONO

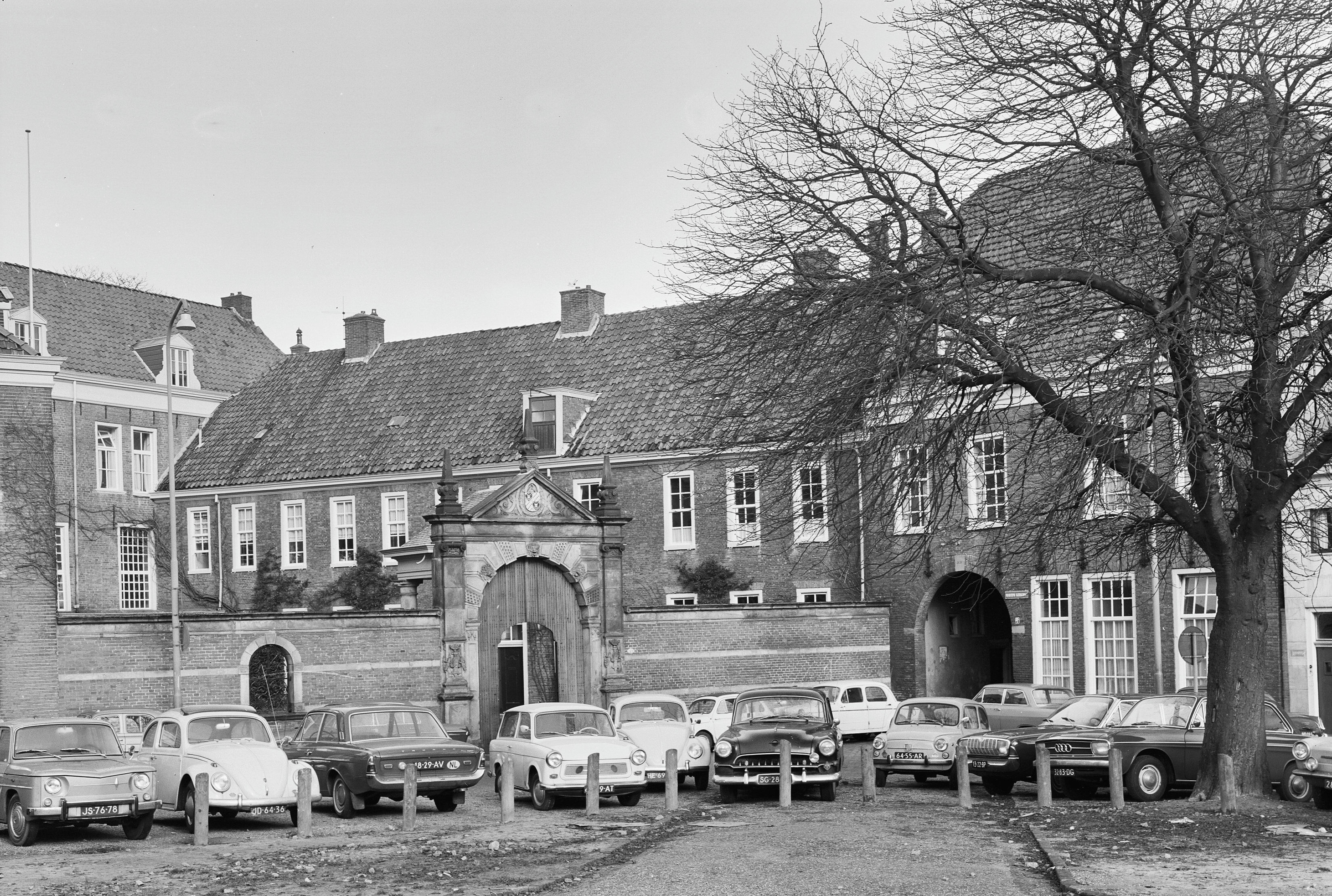
Het Prinsenhof in de jaren 60, studio van de RONO

De RONO, de Regionale Omroep Noord en Oost was vanaf 1959 de regionale omroep voor Friesland, Groningen, Drenthe en Overijssel. Vanaf 1965 was het ook de regionale omroep voor Gelderland. Het was de opvolger van de RON, de Regionale Omroep Noord, die in 1946 opgericht werd door Jan Posthumus en Gijs Stappershoef, en programma's maakte voor Friesland, Groningen en Drenthe. De RONO was samen met zijn Limburgse evenknie ROZ vanaf het begin een onderdeel van de Nederlandse Radio Unie (NRU), die vanaf 1969 verderging als NOS. In feite werden de twee regionale omroepen vanuit Hilversum bestuurd.
In 1977 werd de RONO in drie regionale omroepen gesplitst: Radio Fryslân (voor Friesland), Radio Noord (voor Groningen en Drenthe) en Radio Oost (voor Gelderland en Overijssel). Ook na deze afsplitsing bleven deze zenders onder direct bewind staan van de NOS. Pas in 1989 toen de nieuwe Mediawet van kracht werd werden de omroepen zelfstandig losgemaakt van de NOS. Uit Radio Noord volgde in 1989 een afsplitsing voor de provincie Drenthe naar de zender Radio Drenthe en uit Radio Oost voor de provincie Gelderland naar Radio Gelderland.
Toen vanaf begin jaren 90 de laatstgenoemde vier organisaties tot taak kregen de publieke regionale televisie voor hun provincies te verzorgen (de vijfde, Radio Fryslân begon daar al eerder mee), werden de namen van de organisaties achtereenvolgens: RTV Oost (vanaf 1992, voor Radio Oost en TV-Oost); RTV Noord (vanaf 1995, voor Radio Noord en TV Noord); RTV Drenthe (vanaf 1995, voor Radio Drenthe en TV Drenthe); Omroep Gelderland (vanaf 1997, voor Radio Gelderland en TV Gelderland).